# Liste des compagnies aériennes au Liban
Voici une liste des compagnies aériennes opérant actuellement au Liban.

## Compagnies aériennes actives
| Compagnie aérienne   | Image | IATA | OACI | Indicatif d'appel | Début des opérations | Base                                              | Remarques |
| -------------------- | ----- | ---- | ---- | ----------------- | -------------------- | ------------------------------------------------- | --------- |
| Middle East Airlines |       | ME   | MEA  | CEDAR JET         | 1945                 | Aéroport international de Beyrouth - Rafic Hariri |           |

## Voir également
- Liste des compagnies aériennes
- Liste des compagnies aériennes en Asie
- Compagnies aériennes interdites d'exploitation dans l'Union européenne
- Liste des compagnies aériennes disparues en Asie
- Liste des compagnies aériennes en Europe